# Annamária Bogdanović
Annamária Bogdanović (transcriere în maghiară Bogdanovics; născută Orbán, pe 14 aprilie 1982, în Odorheiu Secuiesc) este o fostă handbalistă maghiară care a jucat pentru clubul Siófok KC pe postul de centru. În trecut, ea a fost și componentă a echipei naționale a Ungariei.

## Viața personală
Annamária Bogdanović este căsătorită cu fostul fotbalist al Debreceni VSC Igor Bogdanović. Cei doi au împreună o fată, pe nume Tamara.

## Palmares
- Nemzeti Bajnokság I:
  - Medalie de argint: 2010, 2011
  - Medalie de bronz: 2009, 2012

- Magyar Kupa:
  - Medalie de argint: 2009, 2011

- Cupa EHF:
  - Semifinalistă: 2006